# جثث في كل مكان
جثث في كل مكان (بالإنجليزية: Bodies Bodies Bodies)‏ هو فيلم تقطيع كوميديا سوداء أمريكي من إخراج هالينا ريين وبطولة أماندلا ستينبرغ، ماريا باكالوفا، لي بيس وبيت ديفيدسون، صدر الفيلم في 5 أغسطس 2022.